# Alleanza israelitica universale
L'Alleanza israelitica universale (in ebraico כל ישראל חברים‎?, Khol Israel Chaverim) è una società internazionale di cultura ebraica, presente in diversi Paesi.

## Storia
La società venne fondata nel 1860 in Francia, in seguito ai sanguinosi episodi antisemiti che nel 1840 a seguito del cosiddetto affare di Damasco colpirono la comunità ebraica della città siriana, accusata di omicidio rituale, e al sequestro di Edgardo Mortara, bambino ebreo battezzato segretamente a Bologna e prelevato dalla polizia papalina nel 1858.
Personalità pubbliche e pensatori francesi di religione ebraica decisero allora di portare il loro aiuto agli ebrei del mondo, lottando per l'uguaglianza dei diritti umani e di cittadinanza degli ebrei ovunque vivessero, oltre che la loro autosufficienza. Gli strumenti principali a questo scopo sono l'istruzione e la formazione professionale, mediante la gestione di scuole (la prima a Tétouan nel 1862) e la creazione di un fondo di sostegno finanziario, finalizzati a creare posti di lavoro.
Adolphe Crémieux fu il primo presidente dell'Alleanza, funzione che ricoprirà fino alla sua morte nel 1880.
L'AIU era responsabile della standardizzazione del ladino e della fondazione di Mikveh Israel, la prima scuola agraria ebraica nella Palestina ottomana; privilegiando la lingua francese, è stata anche un veicolo della politica di influenza culturale della Francia in Nord-Africa, Medio Oriente ed Europa orientale.